# Семья Саттер
Семья Саттер (англ. Sutter family) — канадская семья, известная своими хоккеистами — «звёздами» НХЛ:
1. Саттер, Брайан[англ.] (род. 1956)
2. Саттер, Брент (род. 1962)
3. Саттер, Дэррил (род. 1958)
4. Саттер, Дуэйн (род. 1960)
5. Саттер, Рич[англ.] (род. 1963)
6. Саттер, Рон[англ.] (род. 1963)

Саттер, Брэндон (род. 1989) — сын Брента Саттера.
Саттер, Бретт (род. 1987) — сын Дэррила Саттера.
Седьмой брат (и самый старший из них) — Гэри — решил продолжить дело отца и стал фермером. Братья утверждали, в детском хоккее Гэри был среди них гораздо более талантливым и перспективным.
Братья выросли на ферме Викинг, провинция Альберта, Канада. С детства все братья участвовали в работе на ферме. Их отец считал хоккей полезным для выработки характеров. С помощью сыновей он смог оборудовать на своей земле хоккейную площадку, где они играли трое на четверо, в команде из трёх человек всегда играл Гэри, вратарей не было, ворота были меньшего размера (50 см шириной), было установлено правило — ближе шести метров по воротам не бросать. Игра продолжалась тир-четыре часа подряд. Дуэйн впоследствии вспоминал, что всем братьям кататься легче, чем ходить. Летом играли в амбаре, утяжелённым теннисным мячом вместо шайбы. Позднее полноценную хоккейную коробку оборудовали на пруду по соседству. К играм привлекались соседи, были организованы и взрослые команды, в них участвовал старший Саттер — Луис, но довольно безуспешно.
В 1976 году клуб НХЛ «Сент-Луис Блюз» пригласил в состав Брайана. На семейном совете было решено попробовать и, если у Брайана не получится стать профессиональным игроком, покончить с хоккеем всей семьёй. Брайан очень старался и для себя, и для братьев, не маловажным был и финансовый аспект: игрок НХЛ в среднем имел доход раза в два больший, чем отец-фермер. Тренеры были поражены физической выносливостью братьев Саттер — «они могли играть, вообще не сменяясь», и заряженностью на борьбу — Брайан «готов был добывать шайбу кулаками».
По рекомендации Брайана клуб «Чикаго Блэк Хокс» пригласил Дэррила (1978). В межсезонье братья организовывали команду «Только Саттеры» и встречались с различными командами со всей Канады. Постепенно игроками НХЛ стали и другие четверо братьев: Брент и Дуэйн — в «Нью-Йорк Айлендерс», Ричард и Рон — в «Филадельфии Флайерз».

## Оценки современников
Нет сомнений в том, что мы тут сталкиваемся с удивительной ситуацией. Но она удивительна только числом. Саттеры прославились своей трудовой этикой. Загляните в книги хоккейной статистики, и вы убедитесь, что Саттеры — это не великие игроки. Они просто хорошие, надежные члены команды. У них отношение к игре, как у фермеров к работе. Они и есть фермеры на работе. Их отец, не щадя сил, работает на ферме. Они, не щадя сил, трудятся на хоккейной площадке. Это — люди труда. Такими людьми создан весь мир — Рон Фишлер
Характеризуя Саттеров-хоккеистов, эксперты отмечали, как по-настоящему хорошую черту, понимание ими «своего не самого высшего игрового калибра». Саттеры компенсировали свои недостатки упорством и игровой яростью, в НХЛ их считали откровенно грубыми игроками. По качеству игры среди братьев выделяли Брента, центрфорварда «Айлендерс», забивавшего в течение ряда сезонов по 40 шайб, участника матчей Кубка Канады против сборной СССР.
Отмечали также взаимное дружелюбие братьев, не замеченных в драках между собой даже при играх за разные клубы.

## Галерея

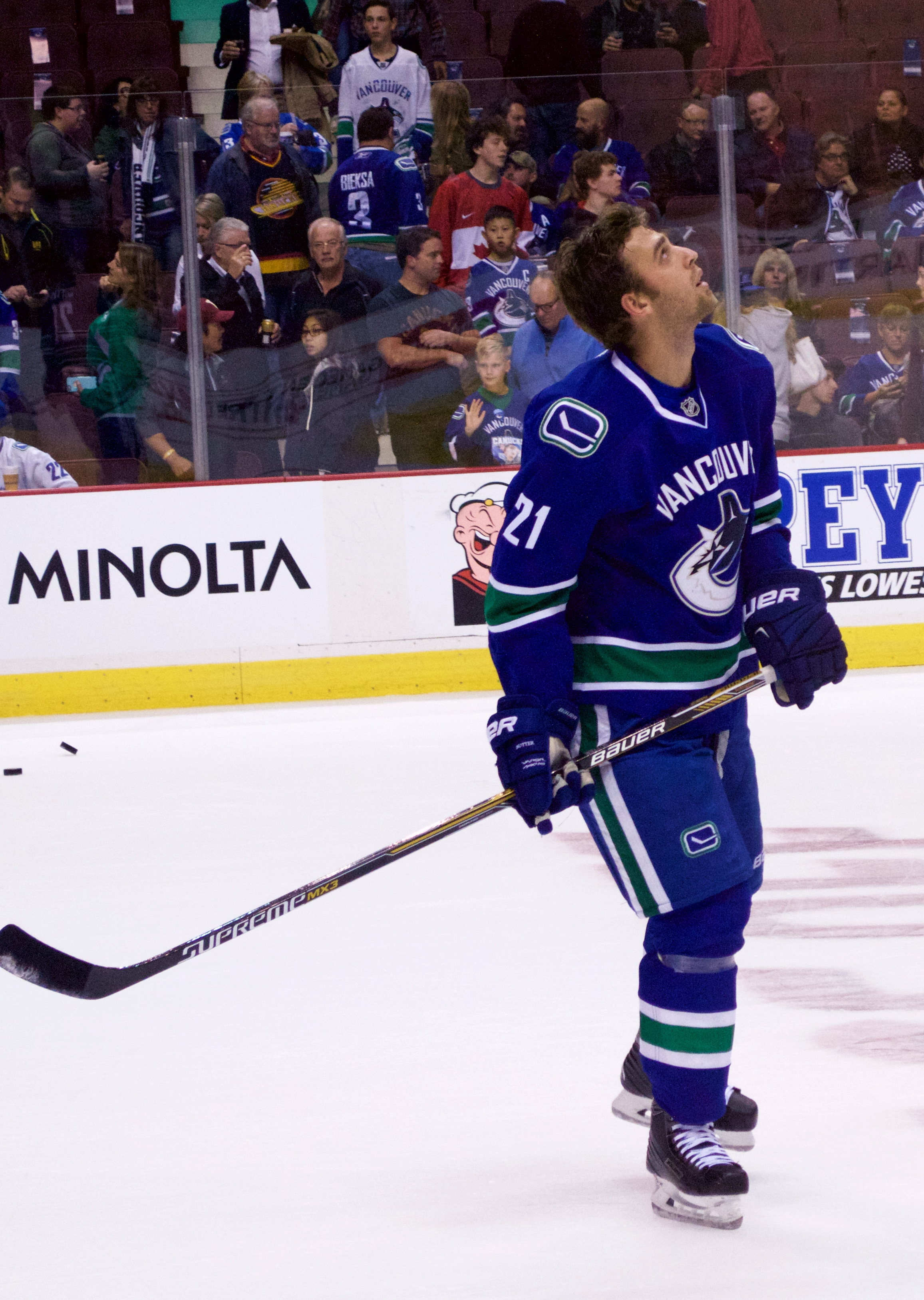
Брандон
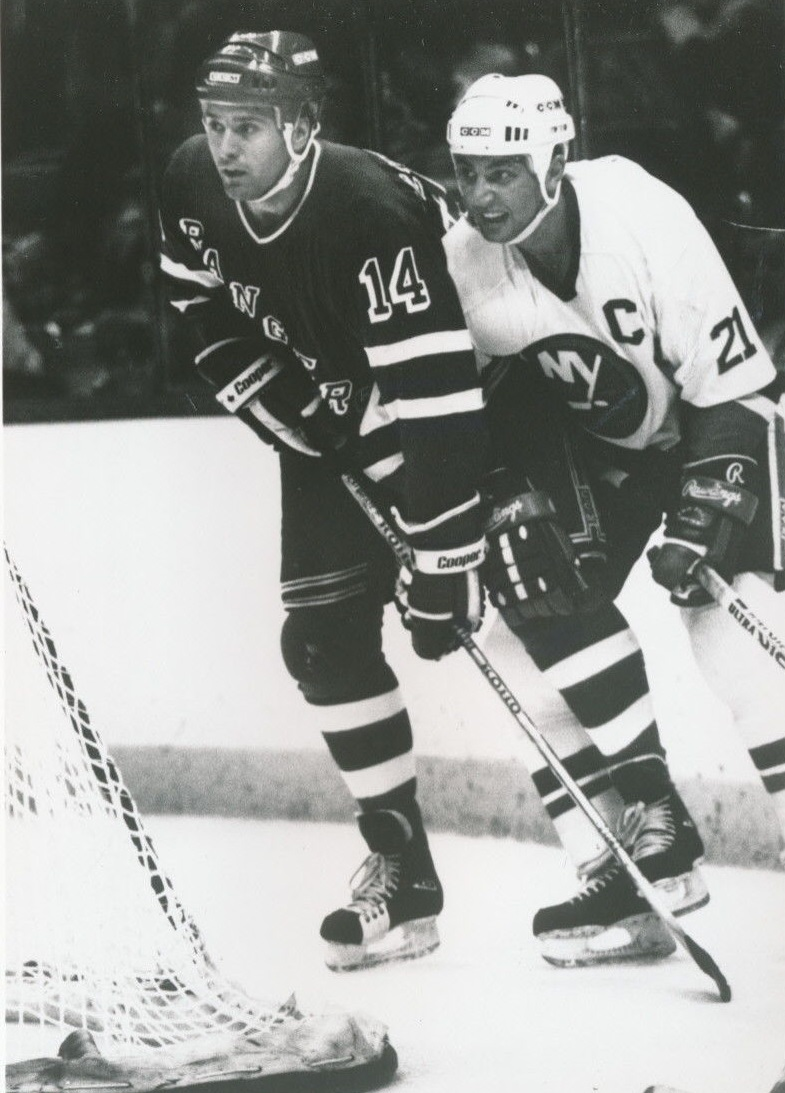
Брент
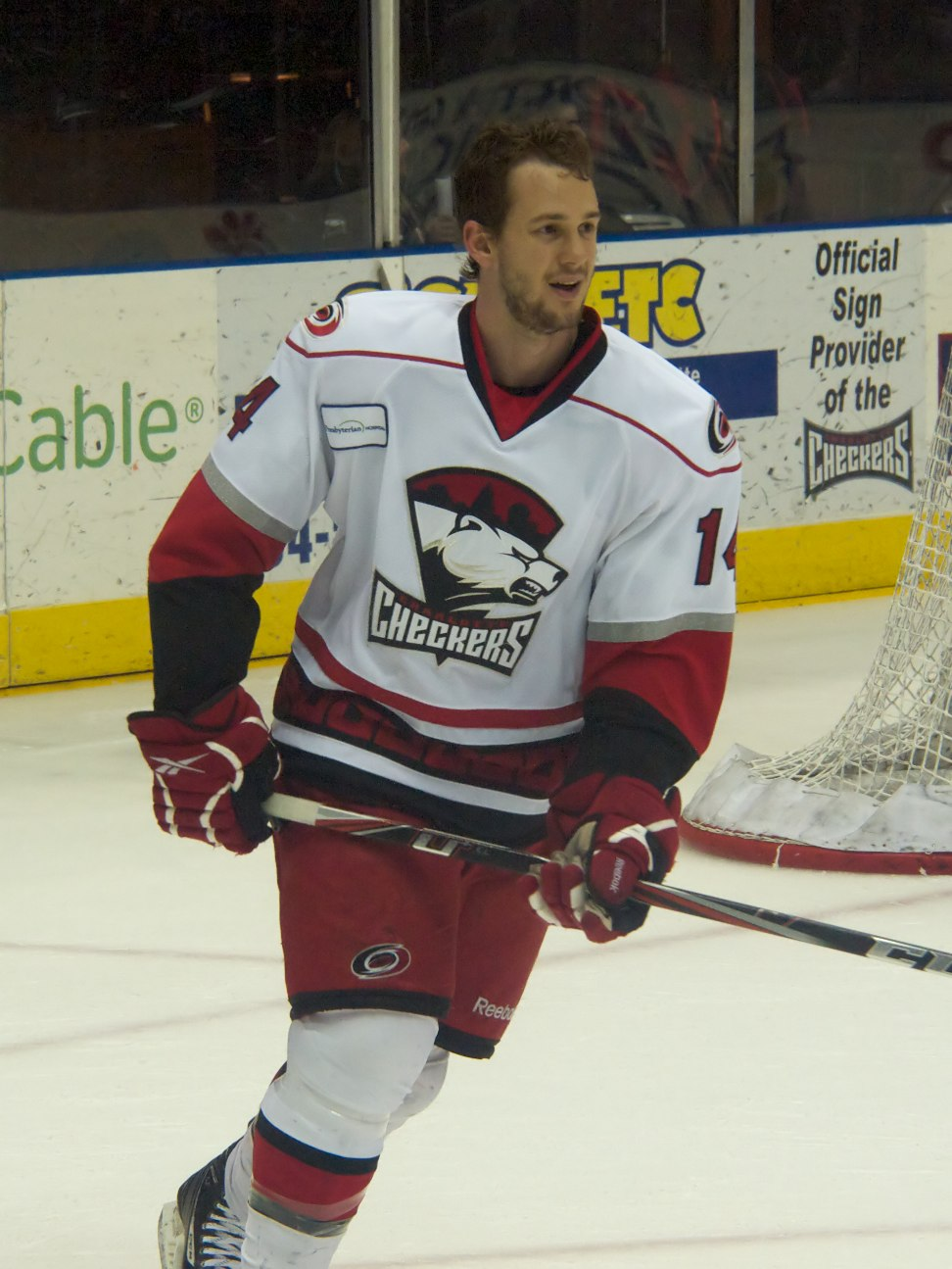
Бретт
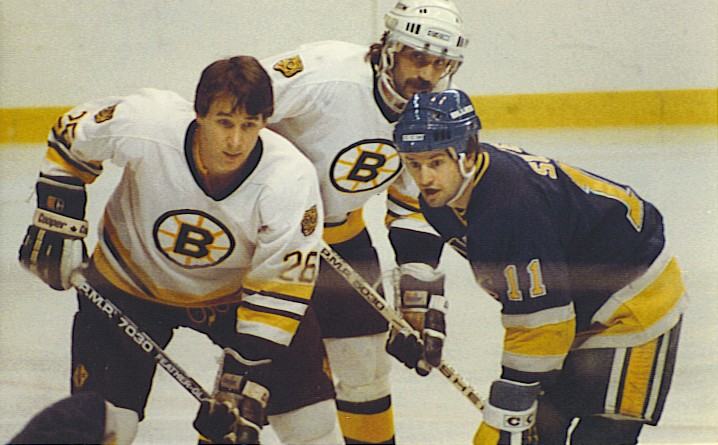
Бриан
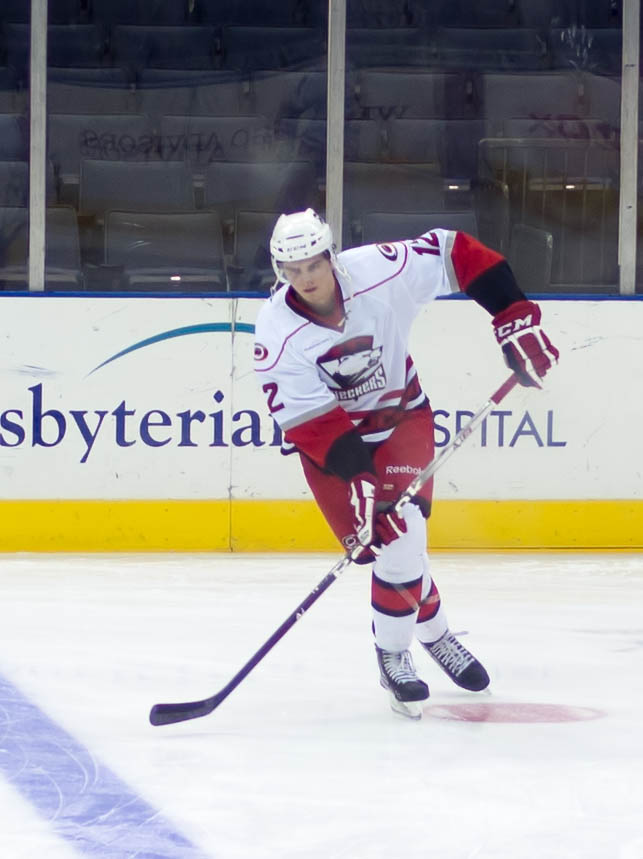
Броди
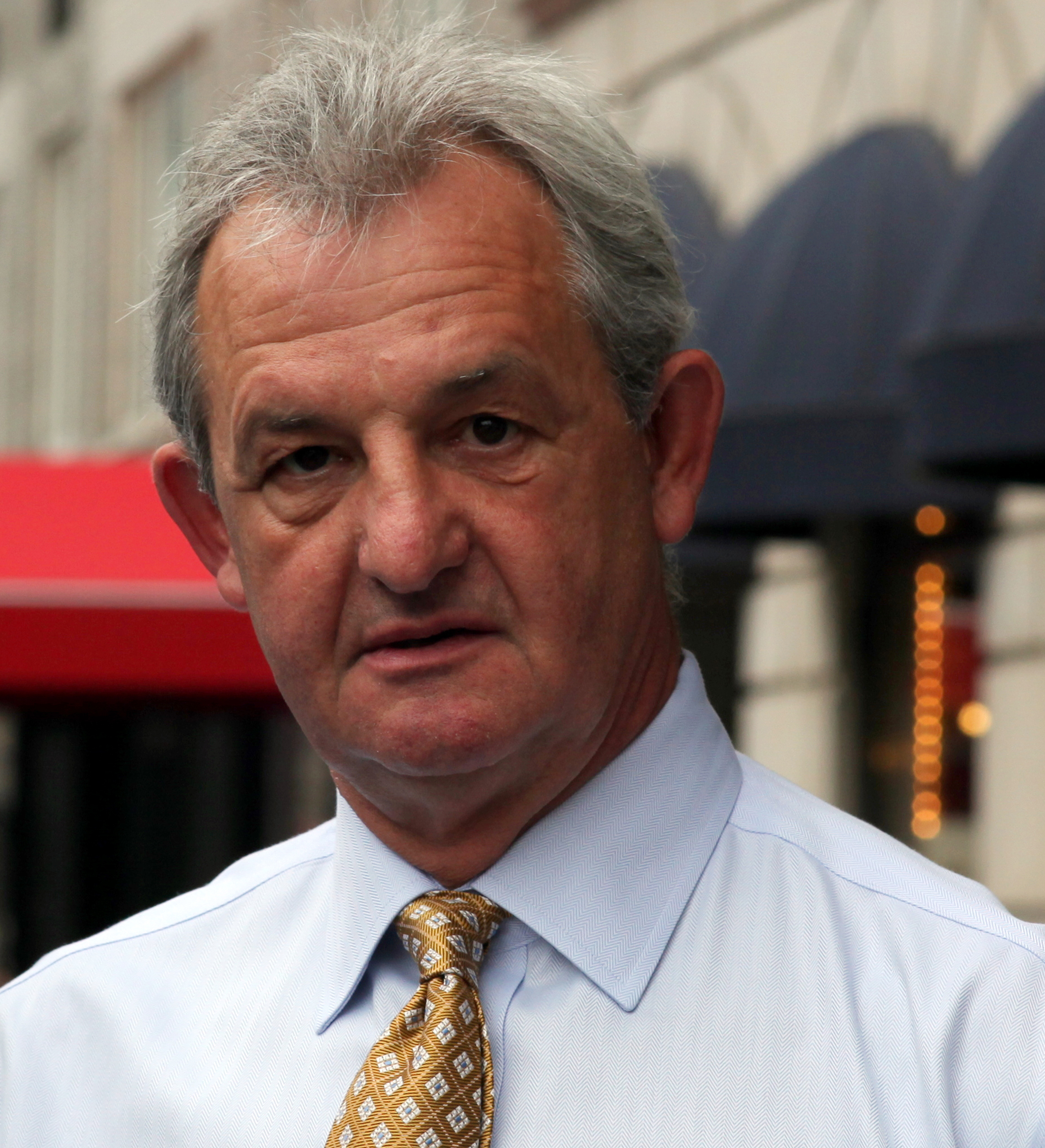
Дариел

## После завершения карьеры игроков
Дуэйн, Дэррил и Брент позже стали тренерами и генеральными менеджерами. Дэррил Саттер дважды выигрывал Кубок Стэнли в качестве главного тренера «Лос-Анджелес Кингз».
Отец братьев — Луи Джон Саттер умер 10 февраля 2005 года в возрасте 73 лет после продолжительной болезни. На его похоронах присутствовали многие известные в хоккейных кругах фигуры, в том числе тогдашний генеральный менеджер «Эдмонтон Ойлерз» Кевин Лоу, тогдашний тренер «Ойлерз» Крэйг Мактавиш и др.